# Деонтична логіка
Деонтична логіка — логіка, яка досліджує логічні структури прескриптивної мови (яка щось велить), тобто, мови нормативної дії, або дії, що реалізує норму; деонтична логіка — це логіка норм та нормативних понять.
«Деонтична логіка» є поняттям загальним. До деонтичних належать кілька логік, що відрізняються як символами, до яких вони вдаються, так і положеннями, котрі прагнуть обґрунтувати. Водночас вони мають деякі спільні ознаки. Так, передбачається, що будь-які норми мають однакову будову, складовими якої є: характер (норма зобов’язує, дає змогу чи забороняє певну дію); зміст (Дія є такою, що повинна бути, може бути чи не повинна бути виконаною); умови застосування (вказана в нормі ситуація, за наявності якої реалізується чи може бути реалізованою відповідна дія); суб’єкт, норми (особа чи група осіб, яким адресується норма). Умови застосування норм враховуються тільки в деяких деонтичних системах: у відносних (діадичних) абсолютних (монадичних). У деонтичній логіці абстрагуються від специфіки норм. Закони держави, звичаї, моральні норми, технічні та всі інші розглядаються як такі, що мають однакову логічну будову. Основні терміни деонтичної логіки — «обов’язково» (O), «дозволено» (Р), «заборонено» (F) — взаємно визначаються: обов’язковою є дія, від якої не дозволено утримуватися: обов’язковою є дія, яку заборонено не робити: дозволеною є дія, від виконання якої не обов’язково утримуватися: дозволеною є дія, що не є забороненою: забороненою є дія, від якої обов’язково слід утримуватися: забороненою є дія, що не є дозволеною. Іноді деонтичну логіку й логіку норм розрізняють. Необхідною умовою осмислення деонтичної логіки є з’ясування специфіки нормативних висловлювань.Нормативні висловлювання є модальними висловлюваннями, до яких входять відповідні модальності.
Поняття деонтичної логіки формально схожі з поняттями модальної логіки. Відрізняються вони тим, що речення, що розглядаються в деонтичній логіці, не мають формального зв'язку з матеріалом фактів (істиною або неправдою). В деонтичній логіці досліджуються операції з прескриптивними, тобто, такими, що предписують, твердженнями: «всі студенти зобов'язані складати іспити», «коли горить червоне світло, переходити дорогу заборонено».
Деонтична модальність:
•	Це логіка яка досліджує логічні структури перспективної мови, тобто, мови нормативної дії;
•	Це логіка норм і нормативних понять;
•	В деонтичній логіці досліджуються операції.
Нормативне висловлювання – це висловлювання, що встановлює якусь норму поведінки.Нормативні висловлювання є модальними висловлюваннями, до яких входять відповідні модальності.
Деонтичні модальності — характеристика практичних дій з точки зору певної системи норм (правових, моральних). Нормативний статус дій виражається термінами «обов’язково», «дозволено», «заборонено», «(нормативно) байдуже». За своїми логічними характеристиками деонтичні модальності вважають аналогічними модальностям інших груп: логічних («необхідно»; «випадково», «неможливо»); епістеміч них («переконаний», «сумнівається», «заперечує (відкидає)»); аксіологічних («добре», «(оцінно) байдуже», «погано»).
Форми нормативного висловлювання:
•	Наказова пропозиція;
•	Оповідна пропозиція з особливими нормативними словами «обов’язково», «дозволено», «заборонено», «байдуже».
Нормативні висловлювання тісно пов’язані з оцінками.
Правова норма:
•	Соціально наявна оцінка.
•	Жорстоко закріплена оцінка з строго фіксованою санкцією.
Нормативні висловлювання не можна плутати з описовими.
•	Описове висловлювання – повідомлення про те, що відбувається, чи не відбувається.
•	Слова мають відповідати світу.
•	Нормативне висловлювання – виражає норму яка  може, має чи немає бути.
•	Світ має відповідати словам.
Типи норм:
- Правила, що включають правила гри, граматики, логіки і математики, звичаю і ритуалу тощо.
- Приписи, що охоплюють закони держави, укази, директиви, команди, накази і т. ін.
- Технічні або цільові норми, що вказують на те, що повинне бути зроблено для досягнення певної мети.

Норма права – це офіційно прийняте компетентним органом загальнообов’язкове правило поведінки, що регулює правові відносини в соціальному середовищі, недотримання якого веде до застосування відповідних санкцій.
Логічна структура норм:
- Зміст
- Характер
- Умови застосування
- Суб’єкт
- Авторитет

Юридична структура норми:
- Гіпотеза – структурний елемент норми права, що вказує на умови її дії.
- Диспозиція – центральна частина правової норми в якій зазначаються права або обов’язки суб’єктів.
- Санкція – структурний елемент норми права який дозволяє або забороняє певну дію.

Логічна структура норми права:
Деонтична модальність – це додаткова інформація, що виражає повеління, обов’язок, заборону або дозвіл. Деонтичні модальності — характеристика практичних дій з точки зору певної системи норм (правових, моральних). Нормативний статус дій виражається термінами «обов’язково», «дозволено», «заборонено», «(нормативно) байдуже». За своїми логічними характеристиками деонтичні модальності вважають аналогічними модальностям інших груп: логічних («необхідно»; «випадково», «неможливо»); епістеміч них («переконаний», «сумнівається», «заперечує (відкидає)»); аксіологічних («добре», «(оцінно) байдуже», «погано»). До них відносять різні нормативні висловлювання, в тому числі і норми права, тобто офіційно прийняті уповноваженим органом загальнообов'язкові правила поведінки, які регулюють правові відносини в соціальному середовищі, невиконання яких веде до застосування юридичних санкцій. елементами правової норми є такі явно чи неявно виражені в ній компоненти:
1. авторитет - орган, що встановив норму;
2. адресат - особи, яким належить виконувати припис;
3. диспозиція - дія, яку потрібно виконати;
4. деонтична характеристика норми - певний тип припису;
5. санкція - юридичний наслідок невиконання припису.

Діяльність – активна взаємодія людини з навколишнім природним та соціальним середовищем.
Структура діяльності:
•	Мета
•	Засоби
•	Результат
Вчинок – дія, що розглядається з позиції єдності мотивів та наслідків, намірів та справ, мети та засобів.
Поведінка – сукупність вчинків суб’єкта.
Формальний модуль дії:
- Суб'єкт дії;
- Об'єкт дії;
- Мета дії;
- Програма дії;
- Метод досягнення мети;
- Алгоритм дії;
- Умови дії;
- Ситуація дії;
- Фізична чи інтелектуальна дія;
- Кінцевий результат.